# Castro Dokyi Affum
Castro Dokyi Affum (* 1988 in Aburi) ist ein deutscher Schauspieler und Personal Trainer aus Ghana. Er wurde durch seine Rolle als Fußballer Buengo in der bayerischen Filmreihe Eberhoferkrimis bekannt.

## Leben
Castro Dokyi wuchs in Aburi, Ghana auf. Hier besuchte er die Grundschule. Seine Mutter besaß einen eigenen Friseurladen, sein Vater war Holzkünstler. Durch die Geschäftsbeziehung seines Vaters zu einer deutschen, in Ghana lebenden Kunsthändlerin lernte Castro Dokyi die deutsche Kultur kennen. Zwischen der Kunsthändlerin und Castro Dokyi entstand eine tiefe Freundschaft und Verbundenheit, die bis heute anhält und in einer Adoption mündete.
Nach einem  Verkehrsunfall in Accra, bei dem sich Castro Dokyi die für ihn charakteristischen Narben im Gesicht zuzog, musste sich der damals 11-Jährige einer langwierigen Rehabilitation unterziehen.
Nach seiner Genesung besuchte Castro die Junior High School, im Anschluss die Senior Highschool. 2008 erwarb er sein Cambridge International General Certificate of Education - Advanced Level.
Castro Dokyi zog für sein Studium nach München.
Innerhalb eines Jahres lernte er Deutsch und begann 2010 den Studiengang der pharmazeutischen Bioprozesstechnik an der Technischen Universität München, den er  nicht beendete.
Seit 2008 lebt und arbeitet Castro Dokyi im Landkreis München.

## Karriere
Von Kindheit an zog es Castro Dokyi auf die Bühne. Bereits im Kindergarten und in der Grundschule spielte er Hauptrollen im Theater in Aburi. 2008 wurde er in München von der renommierten Casting-Direktorin Franziska Aigner entdeckt, die ihm 2013 seine erste Rolle in der deutschen Kriminalkomödie Dampfnudelblues des Regisseurs Ed Herzog vermittelte. Die Kriminalkomödie, basierend auf dem Heimatkrimi von Rita Falk, kam am 1. August 2013 in die deutschen Kinos und wurde am 5. Dezember 2013 erstmals im Fernsehen in der ARD ausgestrahlt.
Die Komödie ist die erste Folge der Eberhoferkrimi-Reihe, in der Castro Dokyi die Rolle des angolanischen „Fußballgottes Buengo“ vom FC Rot-Weiß Niederkaltenkirchen innehat.
Fortan bekam Castro Dokyi Auftritte in Serien und Filmen und ist fester Bestandteil der Eberhoferkrimis.
Neben dem Schauspiel ist Castro als Personal Trainer und Coach aktiv. 2024 eröffnete er die Bounce2Life Vital Lounge in Unterschleißheim.

## Filmographie (Auswahl)
- 2014: Fremdkörper
- 2014: Monaco 110
- 2016: Kommissar Pascha
- 2017: Bierleichen. Ein Paschakrimi
- 2021: Trümmermädchen – Die Geschichte der Charlotte Schumann
- 2021: Zimmer mit Stall
- 2022: Tatort: Die Rache an der Welt
- 2013–2023: Eberhoferkrimi:
  - 2013: Dampfnudelblues
  - 2016: Schweinskopf al dente
  - 2017: Grießnockerlaffäre
  - 2018: Sauerkrautkoma
  - 2019: Leberkäsjunkie
  - 2023: Rehragout-Rendezvous